# Nouhou Malio
Nouhou Malio (* 1915; † 1986) war ein nigrischer Erzähler vom Berufsstand der Djesseré.

## Leben
Nouhou Malio gehörte der Volksgruppe der Songhai an. Er stammte aus einer Familie von traditionellen Erzählern. Er begann wie sein älterer Bruder Maliki seine Ausbildung als Djesseré bei seinem Vater, der starb, bevor Nouhou Malio das Erwachsenenalter erreichte. Die beiden Brüder setzten daraufhin ihre Ausbildung andernorts fort.
Neben Koulba Baba, Djéliba Badjé, Badjé Bannya, Djado Sékou und Tinguizi gehörte Nouhou Malio zu den großen Meister-Djesseré des 20. Jahrhunderts. Er lebte in Saga, einem Vorort der Hauptstadt Niamey. Dort bildete er zahlreiche junge Djesseré aus. Beim Vortrag seiner Erzählungen in der Sprache Zarma begleitete ihn Soumana Abdou auf dem Lauteninstrument Molo, dem typischen Begleitinstrument der Djesseré. Anders als von den anderen großen Meistern existieren von Nouhou Malio keine Tonaufnahmen durch die staatliche Rundfunkanstalt ORTN oder das Forschungsinstitut für Humanwissenschaften (IRSH) in Niamey. Der Literaturwissenschaftler Thomas A. Hale zeichnete Nouhou Malios großes Epos Askiya Mohamed auf und übersetzte es ins Englische. Der historische Askiya Mohamed war im Jahr 1493 der Begründer der Dynastie der Askiya im Songhaireich, in das sich auch die Tradition der Djesseré zurückverfolgen lässt.